# Molossus pretiosus
Molossus pretiosus је сисар из реда слепих мишева и фамилије Molossidae. 

## Угроженост
Ова врста није угрожена, и наведена је као последња брига јер има широко распрострањење.

## Распрострањење
Врста има станиште у Бразилу, Венецуели, Гвајани, Колумбији, Костарици, Мексику и Никарагви.

## Популациони тренд
Популациони тренд је за ову врсту непознат.

## Станиште
Врста Molossus pretiosus има станиште на копну.